# Line (komunikator internetowy)
Line – darmowy, wieloplatformowy komunikator internetowy dostępny na urządzeniach elektronicznych takich jak, smartfony, tablety i komputery osobiste. Użytkownicy Line mogą wymieniać teksty, obrazy, nagrania wideo i audio, a także przeprowadzać darmowe rozmowy i wideorozmowy VoIP. Do dziś popularny komunikator internetowy jest obsługiwany przez Line Corporation, japońską fillię  Naver Corporation.
Line na początku została wprowadzona na rynek japoński w 2011 roku, osiągając liczbę 100 milonów użytkowników w ciągu osiemnastu miesięcy i 200 milionów zaledwie sześć miesięcy później. W 2013 roku Line został w Japonii największą siecią społeczną. W październiku 2014 roku Line ogłosił, że przyciągnął 560 milionów użytkowników na całym świecie, z czego 170 milionów posiada aktywne konta. W lutym 2015 roku ogłoszono przekroczenie 600 milionów użytkowników, spodziewając się 700 milionów do końca roku.
Line został początkowo opracowany jako aplikacja mobilna do Androida i iOS na smartfony. Liczba obsługiwanych systemów powiększyła się o BlackBerry OS (wrzesień 2012), Nokia Asha (Azja i Oceania,  marzec 2013), Windows Phone (lipiec 2013), Firefox OS (luty 2014), tablety iOS (październik 2014), i jako Chrome Browser Application (przez Chrome Web Store).  Aplikacja istnieje również w wersjach dla komputerów przenośnych i stacjonarnych komputerów korzystających z platform Microsoft Windows i macOS.